# 87 영자의 전성시대
"87 영자의 전성시대"는 한국에서 제작된 유진선 감독의 1987년 드라마, 멜로/로맨스 영화이다. 김영철 등이 주연으로 출연하였다.

## 출연

### 주연
- 김영철
- 선우일란

### 조연
- 김을동
- 명희
- 김성찬

## 기타
- 원작자: 조선작
- 조명: 김윤덕
- 녹음: 김병수